# Ochodaeus lanyuensis
Ochodaeus lanyuensis is een keversoort uit de familie Ochodaeidae. De wetenschappelijke naam van de soort is voor het eerst geldig gepubliceerd in 2006 door Ochi, Masumoto & Li.